# Liste der österreichischen Botschafter in Algerien
Am 5. Juli 1962 nahm die Regierung Alfons Gorbach einen mündlichen Bericht des BMfaA betreffend das Ergebnis des Referendums, das am 1. Juli 1962 in Algerien stattgefunden hatte, zur Kenntnis und beschloss alle Algerier zu dem Ergebnis zu beglückwünschen, das unabhängige Algerien anzuerkennen und in absehbarer Zeit die diplomatischen Beziehungen aufzunehmen.
Am 24. November 1962 wurden die bilateralen Beziehungen aufgenommen.
| Ernannt bzw. akkreditiert | Name                           | Bemerkungen                        | ernannt während der Regierung von | akkreditiert beim Staatsoberhaupt (Präsident) | Posten verlassen |
| ------------------------- | ------------------------------ | ---------------------------------- | --------------------------------- | --------------------------------------------- | ---------------- |
| 1967                      | Albert Filz                    |                                    | Alfons Gorbach                    | Houari Boumedienne                            | 1972             |
| 1972                      | Paul Zedtwitz                  |                                    | Bruno Kreisky                     | Houari Boumedienne                            | 1973             |
| 1974                      | Manfred Scheich                |                                    | Bruno Kreisky                     | Houari Boumedienne                            | 1978             |
| 1979                      | Rudolf Torovsky                |                                    | Bruno Kreisky                     | Chadli Bendjedid                              | 1983             |
| 1. Dez. 1983              | Gerfried Buchauer              |                                    | Fred Sinowatz                     | Chadli Bendjedid                              | 1991             |
| 1987                      | Hans Gustav Knitel             |                                    | Fred Sinowatz                     | Chadli Bendjedid                              | 1992             |
| 1992                      | Christian Berlakovits          | ab August 1994 „Roving Ambassador“ | Franz Vranitzky                   | Muhammad Boudiaf                              | 1998             |
| 1998                      | Bernhard Zimburg               |                                    | Viktor Klima                      |                                               | 2001             |
| 2002                      | Thomas Michael Baier           |                                    | Wolfgang Schüssel                 | Abd al-Asis Bouteflika                        | 2003             |
| 2006                      | Sylvia Meier-Kajbic            |                                    | Wolfgang Schüssel                 | Abd al-Asis Bouteflika                        | 2010             |
| 1. Juli 2010              | Aloisia Wörgetter              |                                    | Werner Faymann                    | Abd al-Asis Bouteflika                        | 2014             |
| 2014                      | Franziska Honsowitz-Friessnigg |                                    | Werner Faymann                    | Abd al-Asis Bouteflika                        | 2018             |
| 2018                      | Peter Elsner-Mackay            |                                    | Sebastian Kurz                    |                                               | 2021             |
| 2021                      | Christine Moser                |                                    | Sebastian Kurz                    |                                               |                  |